# قاشكوي (أديامان)
قاشكوي (بالتركية: Kaşköy)‏ هي قرية كرديّة تتبع إداريّاً لمديرية أديامان في محافظة أديامان التركية الواقعة في جنوب شرق الأناضول. وبلغ عدد سكانها 314 نسمة في عام 2021.